# Котор-Варош
Котор-Варош (босн. Kotor-Varoš, серб. Котор Варош / Kotor Varoš, хорв. Kotor Varoš) — город в северо-западной части Республики Сербской (Босния и Герцеговина), в 25 км к юго-востоку от города Баня-Лука. Центр одноимённой общины в регионе Баня-Лука.

## История
В 1992 году в муниципалитете во время Боснийской войны находилось один из крупнейших концлагерей для сербов — Лагерь в селе Вечичи

## Население
Численность населения города по переписи 2013 года составляет 8 360 человек, общины — 22 001 человек.
По данным переписи 1991 года, в городе жило 7 411 человек, в том числе:
- сербы —  2522 (34,03 %),
- хорваты — 2432 (32,81 %),
- боснийские мусульмане — 1800 (24,28 %),
- югославы — 547 (7,38 %),
- другие и неопознанные — 110 (1,48 %),
- Всего — 7 411 чел.